# Athletic Club (São João del-Rei)
L'Athletic Club è una società calcistica brasiliana con sede nella città di São João del-Rei.

## Storia
Fondato il 27 giugno 1909 a São João del-Rei da Omar Telles Barbosa come Athletic Foot-Ball Club, nel 1913 ha adottato l'attuale denominazione in seguito alla creazione di altre sezioni oltre a quella calcistica.
Nel 1966 ha disputato il suo primo campionato ufficiale prendendo parte alla seconda divisione del Campionato Mineiro, ai tempi denominata First Division. Nel 1969, in seguito alla creazione di una divisione intermedia fra le precedenti due, si è trovato a competere nel terzo livello del campionato statale di Minas Gerais pur senza retrocedere sul campo. Dopo aver perso la finale contro il Nacional-MG è stato invitato a partecipare insieme a quest'ultimo club al primo livello statale, la Extra Division del 1970, che ha successivamente concluso al penultimo posto nella classifica generale.
Dopo un periodo di inattività durato 48 anni, nel 2018 si è iscritto alla Segunda Divisão, competizione in cui ha ottenuto subito la promozione nel Módulo II, grazie al raggiungimento della finale contro il Coimbra poi persa ai rigori dopo un doppio pareggio.
Nel 2019 si è classificato settimo rimanendo fuori dai playoff. L'anno successivo si è classificato secondo ed ha ottenuto il pass per la seconda fase, costituita da un quadrangolare con sfide di andata e ritorno. Grazie al pareggio all'ultima giornata contro il Betim Futebol ha ottenuto la promozione nel Módulo I da secondo classificato dietro al Pouso Alegre..
Nel febbraio 2021 per festeggiare il ritorno in massima divisione a 51 anni di distanza dall'ultima (e unica) partecipazione, è stato acquistato l'esperto attaccante uruguaiano Sebastián Abreu. In campionato il club si è classificato ottavo, ultimo posto utile per l'accesso al Troféu Inconfidência dove è stato eliminato in semifinale dell'URT.
Nel febbraio 2022 è stato tesserato Ricardo Oliveira ed in campionato è arrivato un insperato secondo posto dietro all'Atlético Mineiro nella prima fase della competizione, utile a garantire l'accesso ai playoff per l'assegnazione del titolo, terminati con l'eliminazione in semifinale per mano del Cruzeiro. Inoltre ha conquistato il suo primo Troféu do Interior sconfiggendo ai rigori il Caldense e si è qualificato per la Série D 2023 e la Coppa del Brasile 2023.
Nel gennaio 2023 ha vinto la Recopa Mineira battendo il Democrata-GV per 1-0 grazie ad un'autorete nei minuti finali della partita. In campionato ha ottenuto gli stessi risultati della stagione precedente, con l'accesso ai playoff dove è uscito contro l'Atlético Mineiro e la vittoria del secondo Troféu do Interior consecutivo, ottenuto senza disputare alcun incontro in quanto unico club non di Belo Horizonte a raggiungere la fase finale. All'esordio assoluto in Coppa del Brasile è stato eliminato al primo turno dal Brasiliense.

## Palmarès

### Competizioni statali
- Recopa Mineira: 1

2022
- Troféu do Interior: 2

2022, 2023
- Troféu Inconfidência: 2

2024, 2025

### Altri piazzamenti
- Campeonato Brasileiro Série C:

Secondo posto: 2024
- Campeonato Brasileiro Série D:

Semifinalista: 2023
- Troféu Inconfidência:

Semifinalista: 2021

## Statistiche e record

### Partecipazione ai campionati

#### Campionati nazionali
| Livello | Categoria | Partecipazioni | Debutto | Ultima stagione | Totale |
| ------- | --------- | -------------- | ------- | --------------- | ------ |
| 4º      | Série D   | 1              | 2023    | 2023            | 1      |

#### Campionati statali
| Livello | Categoria       | Partecipazioni | Debutto | Ultima stagione | Totale |
| ------- | --------------- | -------------- | ------- | --------------- | ------ |
| 1º      | Módulo I        | 4              | 1970    | 2023            | 4      |
| 2º      | Módulo II       | 5              | 1966    | 2020            | 5      |
| 3º      | Segunda Divisão | 2              | 1969    | 2018            | 2      |

### Partecipazione alle coppe
| Competizione      | Partecipazioni | Debutto | Ultima stagione | Totale |
| ----------------- | -------------- | ------- | --------------- | ------ |
| Coppa del Brasile | 1              | 2023    | 2023            | 1      |